# ТЕС Ер-Ріяд 8
24°35′46″ пн. ш. 46°34′21″ сх. д. / 24.59611° пн. ш. 46.57250° сх. д.
ТЕС Ер-Ріяд 8 — теплова електростанція в центральній частині Саудівської Аравії.
Всі черги станції використовують встановлені на роботу у відкритому циклі газові турбіни.  Перші дві черги, введення яких почалось з 1983 року, мають по 10 турбін потужністю по 50 МВт. 
В 1995 – 1996 роках запустили третю чергу, що так само отримала десять турбін, але з показниками по 59 МВт.
Нарешті, у 2008-му стала до ладу четверта черга із чотирма газовими турбінами потужністю по 124 МВт, що довело загальний показник ТЕС до 2084 МВт.
Первісно станція використовувала нафтопродукти, проте після появи у 2000 році трубопроводів Шедгам – Ер-Ріяд та Схід-Захід – Ер-Ріяд була переведена на природний газ.
Видача продукції відбувається по ЛЕП, що працює під напругою 380 кВ.